# Sabine Scharf
Sabine Scharf (* 20. Juni 1944) ist eine deutsche Schauspielerin.

## Leben
Über das Leben der 1944 geborenen Sabine Scharf sind nur lückenhafte Informationen vorhanden. Für das Fernsehen der DDR stand sie mehrfach vor der Kamera.
Sabine Scharf war fast 30 Jahre mit dem Schauspieler Walter Wickenhauser (1929–2002) verheiratet.

## Filmografie
- 1981: Polizeiruf 110: Trüffeljagd (Fernsehreihe)
- 1983: Die lieben Luder (Fernsehfilme)
- 1985: Polizeiruf 110: Verlockung
- 1986: Zahn um Zahn (Fernsehserie, 1 Episode)

## Theater
- 1995: Jürgen A. Verch: Othello, der Mohr von Venedig – Regie: Angelika Heimlich (Landestheater Anklam im Chapeau Rouge Heringsdorf)